# FK Mačva Šabac

Fudbalski klub Mačva Šabac (srpski: Фудбалски клуб Мачва Шабац / Fudbalski klub Mačva Šabac), uobičajeno Mačva, Mačva Šabac, je nogometni klub iz Šapca, Mačvanski okrug, Srbija. 
 
U sezoni 2017./18., nastupa u Superligi Srbije, prvom rangu nogometnog prvenstva Srbije.

## O klubu
Klub je osnovan u svibnju 1919. godine, u kojoj igra i prvu utakmicu protiv Srpskog sportskog kluba iz Srijemske Mitrovice. 

U razdoblju prije Drugog svjetskog rata "Mačva" igra u natjecanjima Beogradskog i Novosadskog nogometnog saveza. Zbog svog stila igre i uspjeha u natjecanjima su dobili nadimak "Provincijski Urugvaj". 1931. godine su se plasirali u završnio dio Prvenstva Kraljevine Jugoslavije. 

Klupske boje 1932. bile su crvena i crna, a klupska adresa Narodna gostionica.

Godine 1944. klub se obnavlja pod nazivom FK Radnički, a 1946. mijenja naziv u Podrinje. 1948. godine Podrinje ulazi u 2. saveznu ligu, a 1950. ostvaruje plasman u 1. saveznu ligu u kojoj igra dvije sezone (1951. i 1952.). Godine 1951. klubu je vraćen stari naziv – Mačva. Do raspada Jugoslavije igra s promjenjivim uspjesima u 2. saveznoj ligi, Srpskoj ligi, 2. srpskoj ligi, II. Beogradskoj ligi, Beogradskoj podsaveznoj ligi. U sezoni 1988./89. dolazi do poluzavršnice jugoslavenskog kupa. 
 
Za vrijeme SR Jugoslavije i Srbije i Crne Gore Mačva je do 1998. član Druge lige, a potom Srpske lige, te nanovo Druge lige. 

Od osamostaljenja Srbije 2006. godine, Mačva uglavom nastupa u Prvoj ligi Srbije i Srpskoj ligi – Zapad. U sezoni 2016./17. osvaja Prvu ligu Srbije i plasira se u Superligu.

## Uspjesi
- Prva liga Srbije
  - 2016./17.

- Srpska liga – Zapad
  - 2013./14., 2015./16.

## Poveznice
- službene stranice
- Dragoslav Mićić, Fudbalski klub Mačva, 1993.
- srbijasport.net, profil kluba